# العذارب (إب)
العذارب هي إحدى قرى الجمهورية اليمنية. وهي تتبع جغرافيًا لمحافظة إب. وإداريًا لمديرية بعدان. يبلغ تعداد سكانها 1787 نسمة حسب الإحصاء الذي جرى عام 2004.